# N-(1-甲基-2-苯乙亚基)甲胺
N-(1-甲基-2-苯乙亚基)甲胺是一种有机化合物，化学式为C10H13N。它可通过苯基丙酮和甲胺在一定条件下反应得到。它可以进一步和甲胺在羟胺-O-磺酸的存在下反应，得到1,3-二甲基-3-苄基二氮杂环丙烷。它是非法药物的前体。